# サンチャゴ・レブル
サンティアゴ・レブル（Santiago Rebull Gordillo、1829年 - 1902年）は、メキシコの画家である。イタリアで修行した後、メキシコシティの美術学校、アカデミア・デ・サン・カルロスの学長を務めた。

## 略歴
メキシコシティでスペイン、カタロニア出身の父親とメキシコ人の母親の間に生まれた。18歳で地元のアカデミア・デ・サン・カルロスに入学し、スペイン出身の画家、ペレグリ・クラーベに学んだ。宗教を題材にした作品を展覧会に出展し、ヨーロッパ留学の奨学金を獲得し、ローマに留学し1850年代の7年間をローマに滞在し、アカデミア・ディ・サン・ルカで学んだ 。スペイン人画家のアントーニオ・ヒスベルト（1834-1901）とも知り合った。
メキシコに帰国し、1860年からアカデミア・デ・サン・カルロスで教え始め、1年後に同校の学長になった。同時代にこの美術学校で教えた画家にはホセ・サロメ・ピナ（1830-1909）やフェリックス・パラ（1845-1919）、ホセ・マリア・ベラスコ・ゴメス・オブレゴン（1840-1912）がいて、レブルが教えた学生にはJosé María Ibarrarán（1854-1910)やディエゴ・リベラ（1886-1957）らがいる。
レブルの作品にはメキシコ皇帝マクシミリアーノ1世と皇后の有名な肖像画やメキシコの大統領のベニート・フアレスや文学者で政治家のイグナシオ・マニュエル・アルタミラノの肖像画があり、マクシミリアーノ1世の注文でメキシコシティのチャプルテペク城に装飾画も描いた。

## 作品

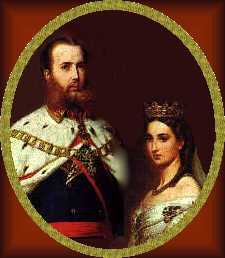
マクシミリアーノ1世と皇后 (c.1864) ミラマール城
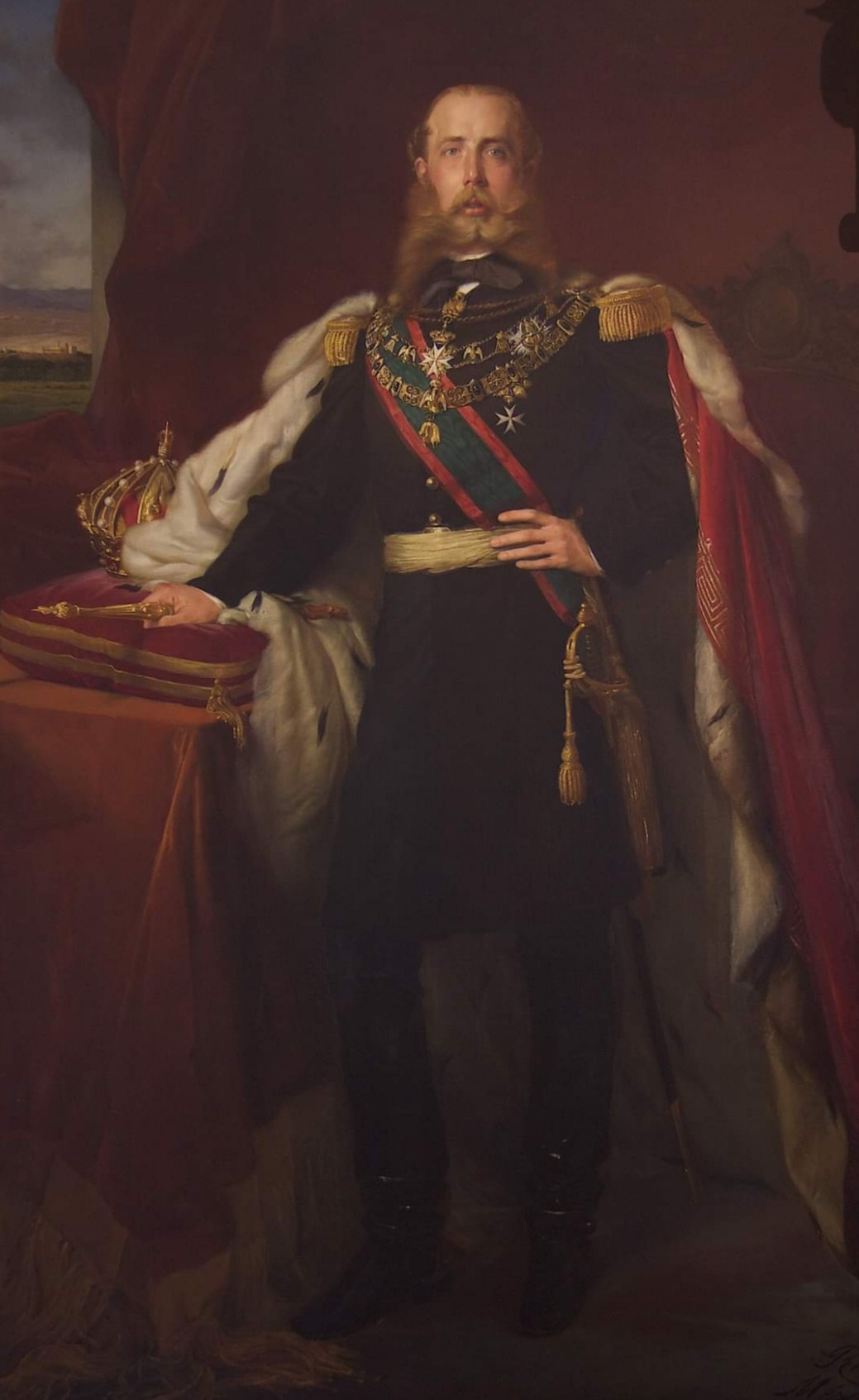
マクシミリアーノ1世 (c.1865) ミラマール城
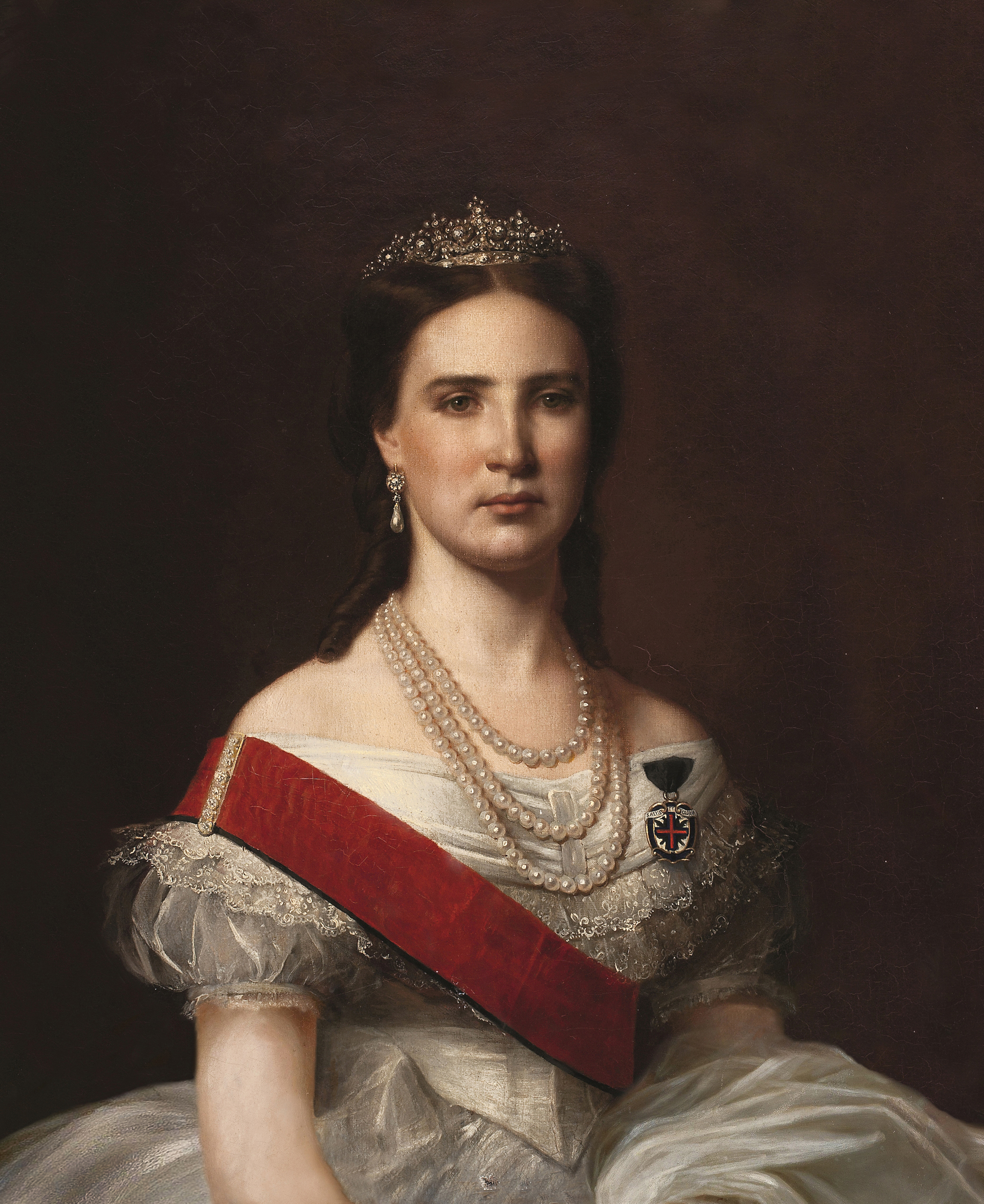
メキシコ王妃シャルロッテ (1867) メキシコ国立美術館
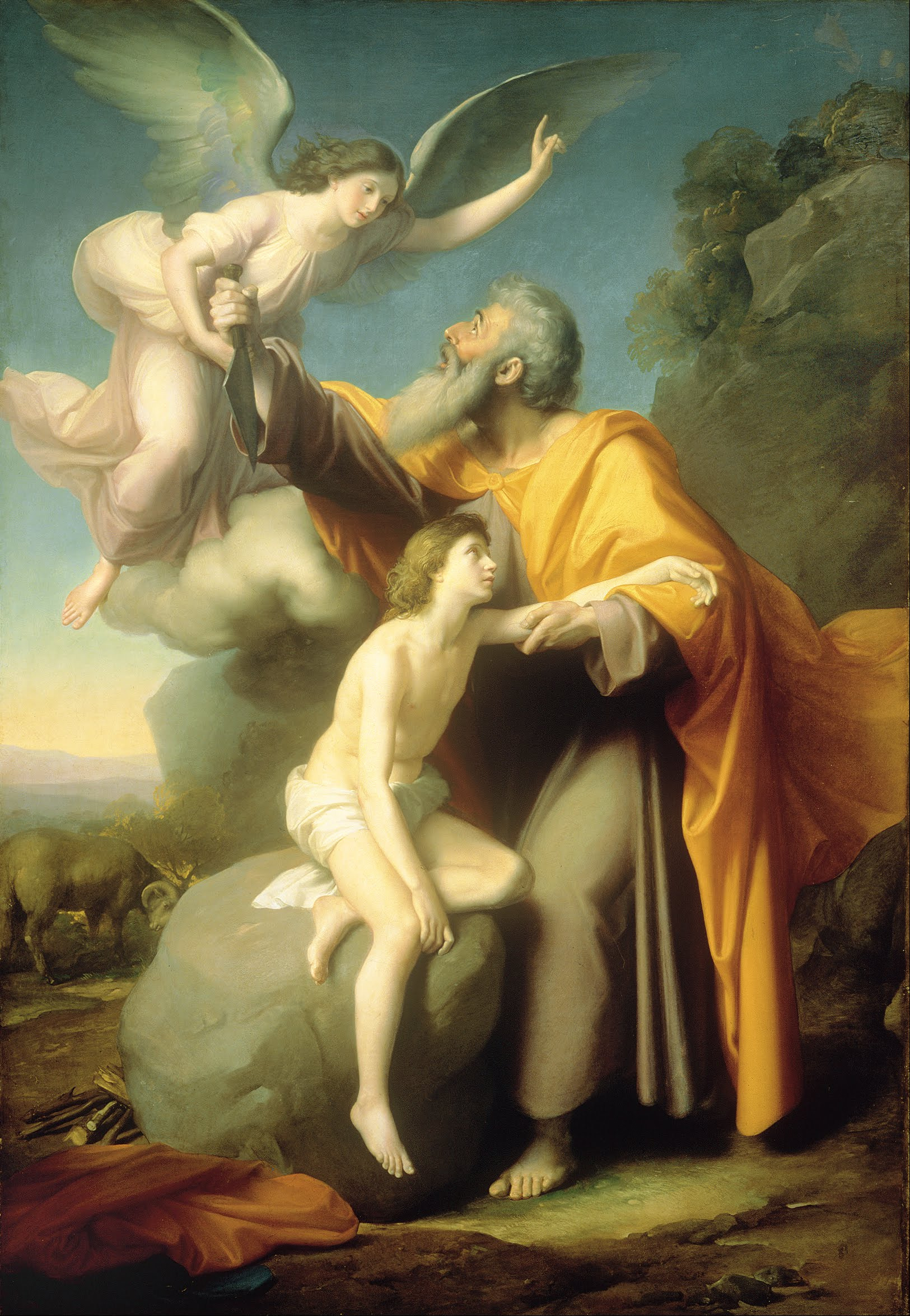
『イサクの犠牲』(1857) メキシコ国立美術館
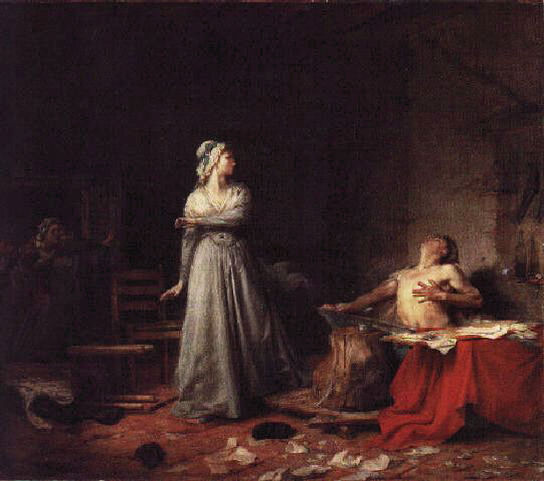
「マラーの死」